# Juiz eleitoral
Juiz eleitoral é o magistrado, no Direito brasileiro, competente para julgar as causas envolvendo Direito Eleitoral na primeira instância. O juiz eleitoral é um juiz de Direito (estadual) que presta um serviço à Justiça Eleitoral (da União).
Os juízes eleitorais são considerados órgãos autônomos da Justiça Eleitoral, juntamente com os demais (Tribunal Superior Eleitoral, Tribunais Regionais Eleitorais e Juntas Eleitorais).
Ao juiz eleitoral compete, por exemplo: nomear os mesários; resolver os incidentes eleitorais que não se relacionarem com a apuração e contagem dos votos (pois esta competência é das Juntas Eleitorais); dividir as zonas eleitorais em seções eleitorais; deferir o alistamento eleitoral, bem como expedir os títulos de eleitor; julgar crimes eleitorais cometidos por candidatos a Vereador e Prefeito, assim como deferir a candidatura destes, etc.
Os juízes eleitorais, em regra, presidem as Juntas Eleitorais, que são outros órgãos da Justiça Eleitoral. Estes juízes são nomeados pelo respectivo Tribunal Regional Eleitoral (TRE) do estado federativo ao qual pertencem, após indicação do Tribunal de Justiça. Os juízes eleitorais, por serem de primeira instância, obedecem ao critério de revezamento, e não podem exercer as funções eleitorais por mais de 2 (dois) anos, salvo por motivo justificado (ausência de outros juízes estaduais na comarca, por exemplo), hipótese em que exercerá as funções por tempo indeterminado.